# Charles Voisin
Charles Voisin (Lyon, 12 de julho de 1882; Corcelles-en-Beaujolais, 26 de setembro de 1912) foi um pioneiro da aviação e empresário francês. Ele foi o irmão mais novo de Gabriel Voisin, também pioneiro da aviação. 

## Histórico
Charles se juntou ao irmão em 1906 na criação da Appareils d'Aviation Les Frères Voisin. O primeiro avião de sucesso foi construído por eles em 1907. Essa aeronave, um biplano em configuração de impulsão, equipado com um motor Antoinette, foi construído para Leon Delagrange e testado por Charles entre Fevereiro e Abril antes de ser entregue. O primeiro voo ocorreu em 16 de Março de 1907, quando Charles voou por 10 metros em Neuilly-Bagatelle.
Em 15 de Março de 1907, em Bagatelle, Charles fez o primeiro voo de um avião equipado com motor de combustão interna (um Antoinette V8), durante o desenvolvimento do seu terceiro avião para o aviador e escultor Léon Delagrange, projetado por Léon Levavasseur. Ele experimentou um planador Chanutte em Touquet em Maio do mesmo ano. 
Os aviões Voisin foram um avanço significativo na história da aviação, quebrando vários recordes, conduzidos por vários pilotos, incluindo:  Henri Farman.  
Charles Voisin morreu num acidente de automóvel em 26 de Setembro de 1912 num cruzamento perto da cidade de Corcelles-en-Beaujolais, onde a estrada secundária D9 cruzava a D306. A pioneira da aviação, Baronesa de Laroche, amiga de Charles, ficou bastante ferida nesse acidente.